# Tore Grahn
Tore Anbjörn Grahn (1938) è un ex sciatore alpino svedese.

## Biografia
Sciatore polivalente cresciuto a Tärnaby e fratello di Alf, Axel, Bengt-Erik, Göte e Sune, tutti a loro volta sciatori alpini, Tore Grahn in campo internazionale debuttò in occasione della settimana di Holmenkollen 1958 (13-15 marzo), dove non completò lo slalom speciale, e ottenne il miglior risultato nello slalom speciale del Criterium de la première neige 1961 (Val-d'Isère, 17 dicembre), dove si piazzò 11º; ai successivi Mondiali di Chamonix 1962 (10-18 febbraio), sua unica presenza iridata nonché congedo agonistico internazionale, fu 24º nello slalom gigante e non completò lo slalom speciale. Chiuse la carriera ai Campionati svedesi 1962, dove vinse in slalom speciale il suo quarto titolo nazionale; non prese parte a rassegne olimpiche.

## Palmarès

### Campionati svedesi
- 4 ori (slalom gigante, slalom speciale nel 1960; discesa libera nel 1961; slalom speciale nel 1962)[1]